# Leptoneta abeillei
Espèce
Leptoneta abeillei est une espèce d'araignées aranéomorphes de la famille des Leptonetidae.

## Distribution
Cette espèce se rencontre en France et en Espagne. Elle a été observée dans de nombreuses grottes de l'Ardèche et du Gard.

## Étymologie
Cette espèce est nommée en l'honneur d'Elzéar Abeille de Perrin.

## Publication originale
- Simon, 1882 : Études Arachnologiques. 13e Mémoire. XX. Descriptions d'espèces et de genres nouveaux de la famille des Dysderidae. Annales de la Société entomologique de France, sér. 6, vol. 2, p. 201-240 (texte intégral).